# Ratpenat de cua de rata gros
El ratpenat de cua de rata gros (Rhinopoma microphyllum) és una espècie de ratpenat de la família dels rinopomàtids que es troba a Algèria, Bangladesh, Burkina Faso, República Centreafricana, el Txad, Djibouti, Egipte, Eritrea, Etiòpia, l'Índia, Indonèsia, l'Iran, l'Iraq, Jordània, Líbia, Mali, Mauritània, el Marroc, Myanmar, el Níger, Nigèria, Oman, el Pakistan, Aràbia Saudita, Senegal, el Sudan, Tailàndia, Tunísia, Sàhara Occidental i el Iemen.